# Habibah Atta
Habibah Atta ist eine ehemalige ghanaische Leichtathletin, die im Sprint und im Hochsprung an den Start ging.

## Sportliche Laufbahn
Erste internationale Erfahrungen sammelte Phyllis Laryea vermutlich im Jahr 1965, als sie bei den Afrikaspielen in Brazzaville mit der ghanaischen 4-mal-100-Meter-Staffel in 49,1 s gemeinsam mit Alice Annum, Rose Hart und Phyllis Laryea die Silbermedaille hinter dem nigerianischen Team gewann. Zudem gewann sie im Hochsprung mit 1,59 m die Silbermedaille hinter der Nigerianerin Amelia Okoli.